# シリーズ21
シリーズ21（英語: Series-21）は、近畿日本鉄道（近鉄）の次世代一般車両として2000年から2008年に製造された通勤形電車。「人に優しい、地球に優しい」と「コストダウン」をコンセプトに開発された。

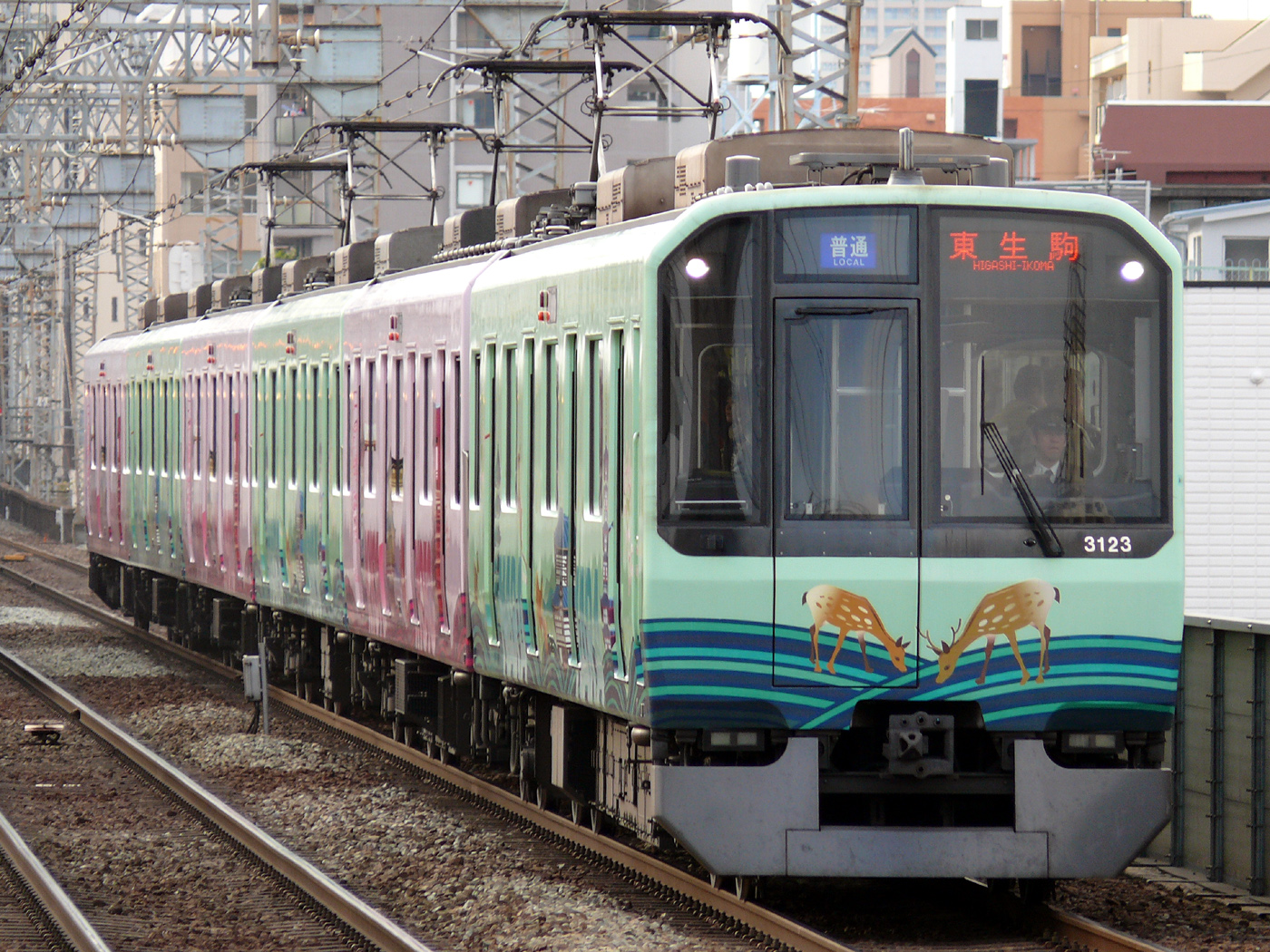
3220系（ペイント車）
現在は一般塗装・シングルアーム式パンタグラフとなっている

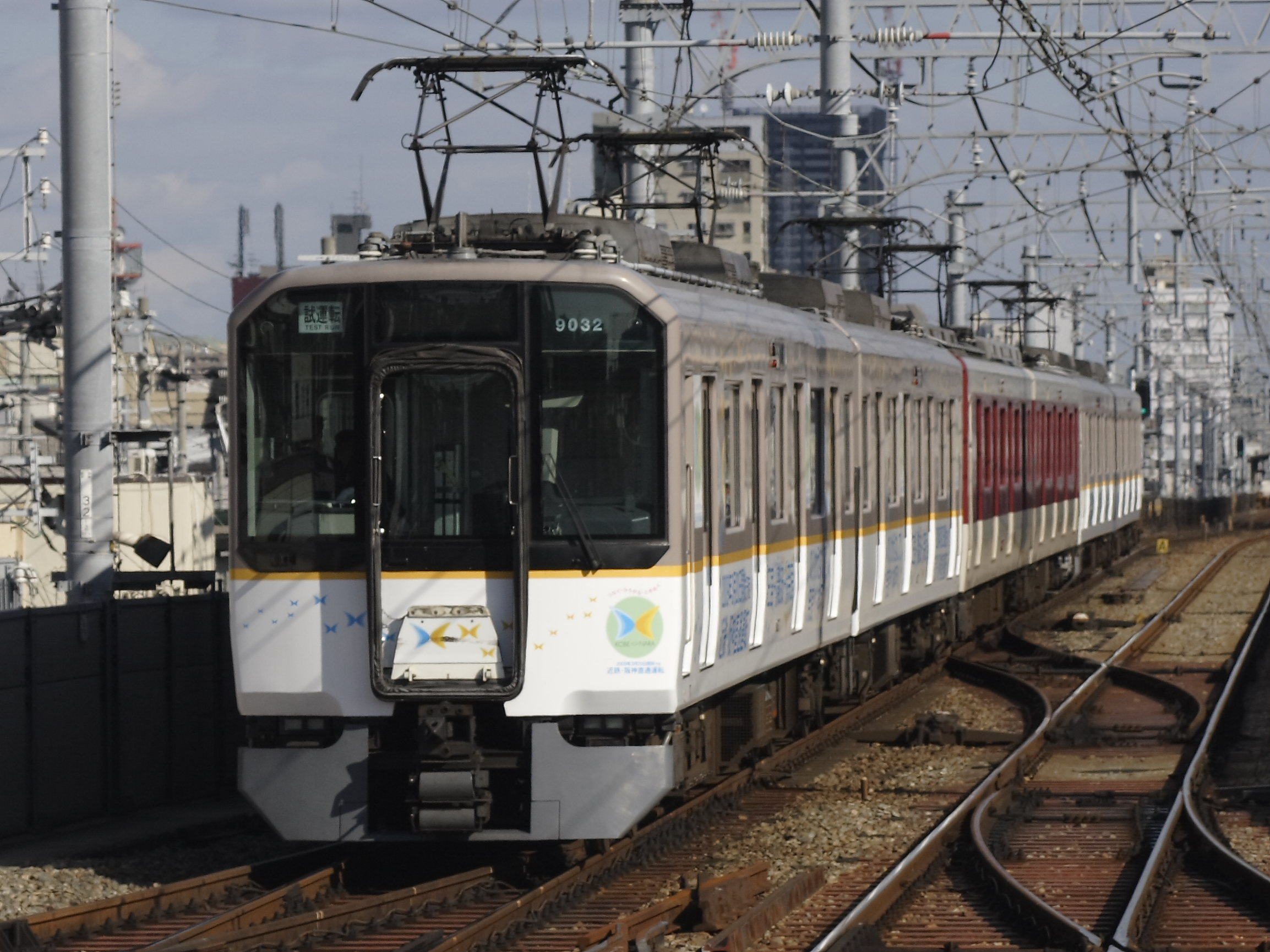
阪神電鉄で試運転中の9020系（EE32 近鉄・阪神相直ラッピング車）

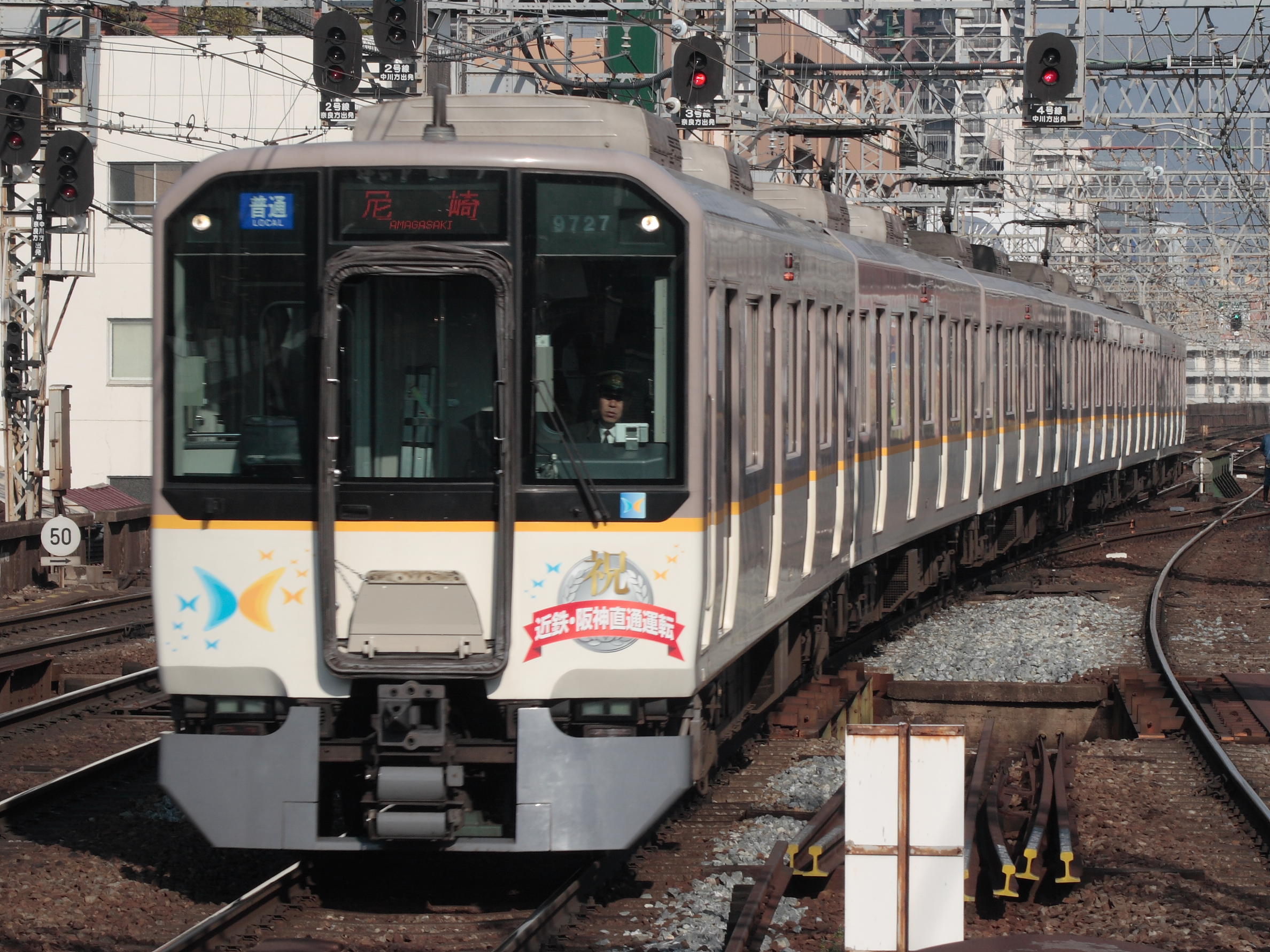
9820系。阪神電鉄直通対応車は運転台側の窓の下と乗務員室入口ドアの横に相互直通対応車を示す蝶をあしらったマークが付いている。

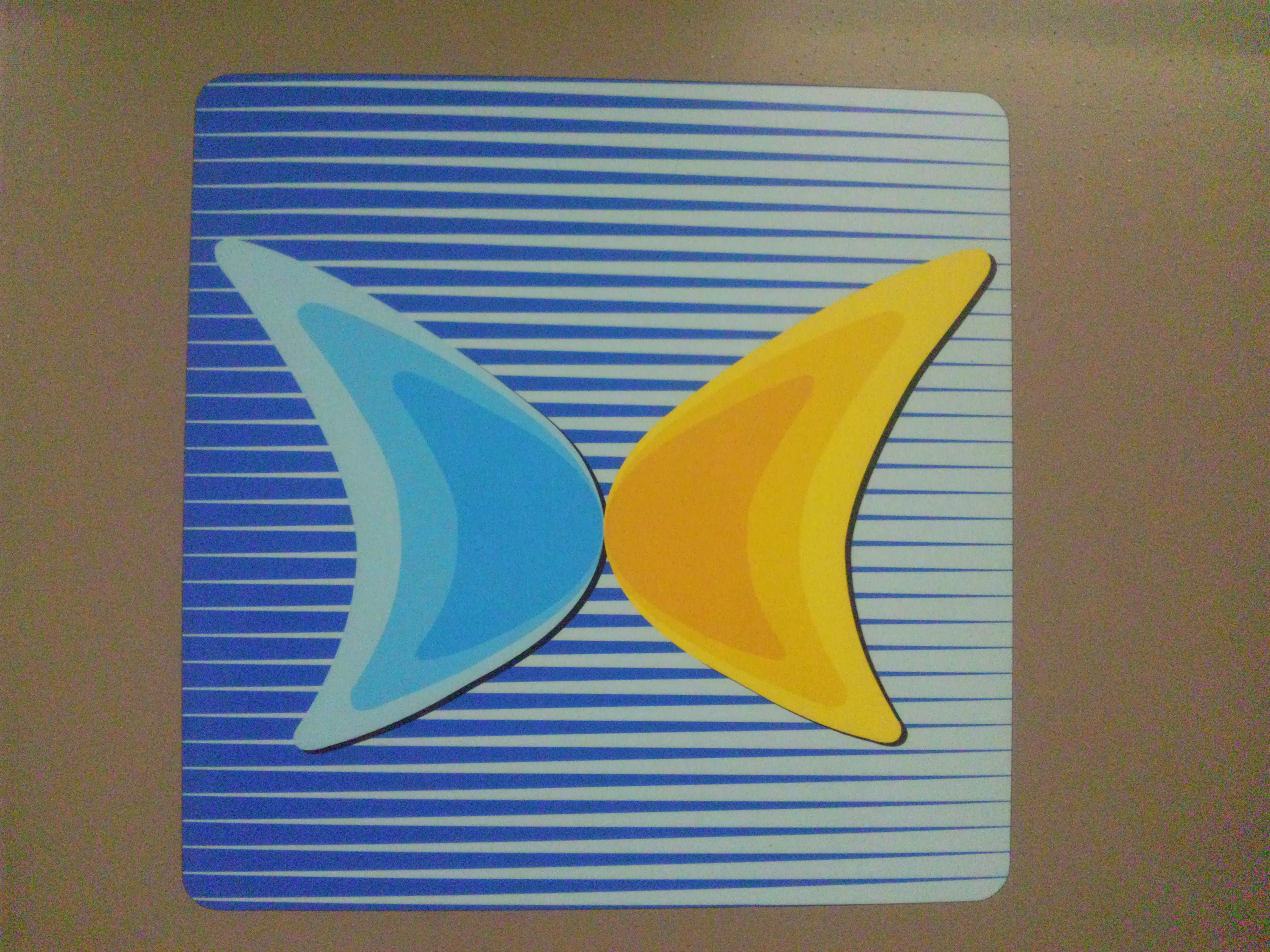
阪神直通対応車両に貼付されたロゴマーク。黄色が近鉄、青が阪神を表している。

## 概要
近鉄の一般車両は1986年に登場した6400系で確立されたVVVFインバータ制御装置に前面貫通型アルミニウム合金製車体を基本とする設計で1998年まで製造され、その居住性や1981年に登場した界磁チョッパ制御車の8810系で確立されて1997年登場の5800系まで継承されていた斬新な車体デザインは利用者やファンの間で好評を博していたが、2000年代を迎えるにあたって、一般車両のフルモデルチェンジを行なうことになった。

設計の基本方針としては以下の5項目が掲げられた。
- 高齢化社会に対応出来る「人にやさしい」車両
- 環境負荷の少ない「地球にやさしい」車両
- 製造、保守面で「コストダウン」した車両
- 係員に「扱いやすい車両」
- 通勤車両として「21世紀のスタンダード」となる車両

この設計方針を踏襲した車両は21世紀における理想像を目指した近鉄一般車両の標準型として「シリーズ21」と総称された。
第一陣として製造された3220系は、2000年3月15日に近鉄奈良線・難波線・京都線・橿原線・天理線および京都線と直通運転を行う京都市営地下鉄烏丸線で営業運転を開始した。以後、5820系・9020系・9820系といった系列が導入され、南大阪線には6820系が導入された。ただし、後述の通り阪神電気鉄道との相互直通運転を行うため、奈良線系統に大部分が投入されている。
けいはんな線の開業の際に導入された7020系は車体構造や台車設計こそ全くの別設計であるが内装や座席構造などが「シリーズ21」に準じた設計であるが、近鉄は同形式について、「シリーズ21」の一形式とは扱っていない。
これらの形式は下二桁を20とし、番号は21（大阪線用は51）からスタートしている。なお、2024年時点では9020系および6820系が2両編成で、3220系・5820系・9820系は全て6両編成である。
「シリーズ21」として2000年にグッドデザイン賞・2001年には鉄道友の会ローレル賞受賞。5820系は5800系に続き、L/Cカーとしては2代続けてのローレル賞受賞となっている。
製造は2008年が最後となった。

## 車体デザイン
車体材質は7020系を除いてアルミニウムダブルスキン構造を採用しており、車体の塗装は1986年の3200系以降で採用されていたシルキーホワイトにマルーンレッドのツートンカラーから、車体上部をアースブラウン、車体下部をクリスタルホワイトのツートンカラーに、サンフラワーイエローの帯を巻いた「シリーズ21」専用色となり、車体前面はブラックフェイスとなった。
車体前面部の行先案内表示機と車両編成番号は車体洗浄時を考慮して大型ガラスの中に収めており、前面側面共に種別表示は従来からの幕式表示機、行き先表示にLED式表示機を採用している。
この他にも、全車両が製造時から連結部に転落防止幌を標準装備している。

## 車内インテリア
内装面では5800系で採用された明るいグレーを基調とした内装材を一部改良の上で本格採用し、車内空間に落ち着きを持たせた。乗降扉の窓ガラスには複層ガラスを採用し車内の保温性を高め、扉間の側窓には固定式で大型1枚のものを採用したほか、高さを3段階としたつり革や、扉間の6人掛けのバケットシートを採用した。また、5820系の車端部、及びその他の車両の戸袋部分の1人掛け優先座席が「らくらくコーナー」とされ、両側に肘掛が設置されている。これらの座席は全て赤系を基調としたモケットで、優先席には黄色いラインが入っている。製造メーカーはロングシートが住江工業製、デュアルシートが天龍工業製となっている。
座席定員は従来車では扉間7人掛け・車端部5人掛けとされていたものを、長さはほぼそのままで6人掛けまたは4人掛けと変更された。1人あたりの座席幅も430mmから485mmと、従来よりも格段に広くなった反面、座席定員は1両あたり10 - 18名減となった。
移動制約者対応として各車両1箇所に車椅子スペースを整備し、通常は立席スペースにも使用可能なように背もたれ用の「パーチ」が取り付けられている。

## 主要機器
走行機器は5800系までのGTO-VVVFインバータ制御車両で確立された各部仕様を概ね踏襲し、16400系で初採用されたIGBT素子を本格採用している。従前の近鉄では、同一仕様の主電動機を搭載しても制御装置のメーカーで車両形式を分けることがあったが、シリーズ21では特に区別しておらず、同一形式に三菱電機製と日立製作所製の制御装置が混在する。台車は22000系以降の近鉄車両では一般的な積層ゴムブッシュ片側軸箱支持式のボルスタレス台車を標準としている。
制動方式は電気指令式ブレーキ（読替装置非搭載車含め非常ブレーキのみ自動空気ブレーキ）を採用しており、3220系以外は電磁直通ブレーキ式の従来車と連結可能とするため、ブレーキ指令読替装置を装備している。
集電装置は、編成単位で下枠交差式とシングルアーム式が混在しており、3220系のモ3220形、9020系、6820系はパンタグラフを2基搭載する。シングルアーム式の配置は「＜ ＜」の配置とされ、22600系以降の特急形電車にも踏襲された。
奈良・京都線用の5820系・9020系・9820系については阪神電鉄直通運転対応工事を行い、同社用のATSと列車種類選別装置の取り付けを完了した。これにより狭軌路線用の6820系以外の形式は他社線に乗り入れることとなった。

## 車両
標準軌路線用
- 3220系（京都市営地下鉄烏丸線直通運転に対応）[1]
- 5820系（L/Cカー、奈良線所属車両は阪神電鉄直通運転に対応、大阪線所属車両はサ5550形・ク5750形に車椅子対応トイレ装備）[1][4]
- 9020系（奈良線所属車両は阪神電鉄直通運転に対応）[1]
- 9820系（阪神電鉄直通運転対応）[1]

狭軌路線用
- 6820系[2]

## 運用路線
2021年4月時点での運用線区は以下の通り。

### 標準軌路線
- 難波線
- 奈良線
- 京都線
- 橿原線
- 天理線
- 大阪線（5820系大阪線系統・9020系大阪線系統のみ）
- 山田線（同上）
- 鳥羽線（同上）
- 京都市営地下鉄烏丸線（3220系のみ[1]）
- 阪神なんば線（5820系奈良線系統・9020系奈良線系統・9820系のみ[1]）
- 阪神本線尼崎駅 - 神戸三宮駅間（同上）

### 狭軌路線
- 南大阪線
- 長野線
- 御所線
- 吉野線

備考
2021年時点では名古屋線系統の路線には定期営業運転での入線実績はないが、大阪線用の5820系と9020系は、団体運用で志摩線に入線することがある。
名古屋線回送列車および2003年4月に開催された「きんてつ鉄道まつり」での展示車両として5820系5852Fが塩浜駅まで入線したことがある。